# Beaumont-en-Véron
Beaumont-en-Véron är en kommun i departementet Indre-et-Loire i regionen Centre-Val de Loire i de centrala delarna av Frankrike. Kommunen ligger i kantonen Chinon som tillhör arrondissementet Chinon. År 2022 hade Beaumont-en-Véron 2 719 invånare.

## Befolkningsutveckling
Antalet invånare i kommunen Beaumont-en-Véron
Referens:INSEE